# Dummy
Dummy — дебютний студійний альбом англійського гурту електронної музики Portishead, випущений 22 серпня 1994 року лейблом Go! Beat.
Альбом отримав схвальні відгуки критиків і здобув музичну премію Mercury Music Prize 1995 року. Йому часто приписують популяризацію жанру трип-хоп, і його часто згадують у списках найкращих альбомів 1990-х років. У лютому 2019 року Dummy став потрійно платиновим у Великій Британії, а станом на вересень 2020 року було продано 920 000 копій у Великій Британії. До 2008 року альбом розійшовся накладом у 3,6 мільйона копій по всьому світу.

## Передумови
Джефф Барроу та Бет Гіббонс познайомилися під час навчання на курсах Enterprise Allowance у лютому 1991. Вони почали записувати свої перші ідеї для пісень на кухні Нене Черрі в Лондоні, в той час як Барроу був найнятий її чоловіком Кемероном МакВеєм для роботи над її другим альбомом Homebrew. У Бристолі вони записувалися на студії Coach House Studios. Першою піснею, яку вони закінчили для альбому, була «It Could Be Sweet» у 1991 році. Адріан Атлі познайомився з Барроу під час запису в Coach House Studios, почув їхній перший записаний трек «It Could Be Sweet» і почав обмінюватися ідеями щодо музики. Барроу навчив Атлі семплуванню, а Атлі познайомив гурт з незвичними звуками, такими як цимбали та терменвокс, що призвело до «злиття ідей». За словами Барроу, «це було схоже на те, як загорілася лампочка», коли Атлі приєднався до них, і вони зрозуміли, що можуть робити власні семпли, яких не було на інших записах, і створили одне з найхарактерніших звучань десятиліття.
При створенні альбому було використано низку хіп-хоп технік, таких як семплінг, скретч і створення петель. Альбом не був записаний у цифровому форматі. Вони семплювали музику з інших записів, але також записували власну оригінальну музику, яку потім записували на вінілові платівки перед тим, як маніпулювати ними на деках для семплювання. Для того, щоб створити вінтажний звук, Барроу сказав, що вони зіпсували вінілові платівки, які вони записали, «поклавши їх на підлогу студії і ходячи по них, використовуючи їх як скейтборд», а також вони записували звук через зламаний підсилювач. Для треку «Sour Times» в альбомі використані семпли Лало Шифріна «The Danube Incident» та Smokey Brooks (Henry Brooks, Otis Turner) «Spin It Jig»; для «Strangers» — Weather Report (Вейн Шортер) «Elegant People»; для «Wandering Star» — «Magic Mountain» гуту War; для «Biscuit» — «I'll Never Fall in Love Again» Джонні Рея; для «Glory Box» — «Ike's Rap II» Айзека Гейза.
Dummy вийшов у серпні 1994 року. Він допоміг закріпити репутацію Бристоля як столиці трип-хопу — жанру, що зароджувався і який тоді часто називали просто «бристольським саундом».
На обкладинці альбому — фотографія вокалістки Бет Гіббонс з короткометражного фільму To Kill a Dead Man, до якого гурт створив саундтрек, що приніс йому контракт на запис.

### Сингли
Першою піснею, випущеною з альбому, стала «Numb». З альбому було випущено ще два сингли: «Glory Box», який досяг 13 місця в британському хіт-параді синглів; і «Sour Times», який був випущений до «Glory Box», але перевиданий після успіху «Glory Box», також досягнувши 13 місця при перевиданні у 1995 році. Успіх обох синглів сприяв продажу альбому, який зрештою досяг другого місця в UK Albums Chart. «Sour Times» мав помірний успіх у США, досягнувши пікових позицій на п'ятому і 53-му рядках чартів Billboard Alternative Songs і Hot 100 відповідно у лютому 1995 року. 3 грудня 2008 року Universal Music Japan випустила Dummy і Portishead у вигляді лімітованих версій на SHM-CD.
Треки «Roads» та «Strangers» були використані в саундтреку до фільму Nadja.

## Відгуки критиків
Після релізу Dummy отримав загальне визнання критиків. NME підвів підсумок альбому, написавши: «Це, без сумніву, піднесений дебютний альбом. Але дуже, дуже сумний». «З одного боку, його млявий повільний блюз явно займає схожу територію з однодумцями Massive Attack і всією великою сім'єю бристольського хіп-хопу. Але з іншого — це авангардні ембієнтні місячні пейзажі люто експериментального характеру». Рецензія підсумовує: «Пост-ембієнтний, позачасовий органічний блюз Portishead, ймовірно, занадто лівий, інтроспективний і відверто бристольський, щоб завоювати короткочасну славу якоїсь Next Big Thing. Але згадайте, якими радикальними для свого часу були Blue Lines, Ambient Works і Debut, і обов'язково послухайте цей альбом, який не можна пропустити.» Melody Maker заявив, що гурт «був безперечно найкласнішою, найкрутішою річчю, що з'явилася в країні за останні роки … Dummy, їхній дебютний альбом, бере ідеально стриманий блюз, фанк і реп/хіп-хоп, бере все це в дужки з урбаністичним гнівом, а потім пробирає до кісток». Рецензія описує запис як «музичний нуар для ще не знятого фільму, ідеальна, вершкова суміш крижаного холоду та інфра-тепла, яка є відчайдушною, спустошеною і керованою величезним емоційним голодом, але в той же час теплою і довірливою… Більшість з нас все життя безнадійно коливається між емоційною боязкістю та нестриманістю, і Dummy чудово позначає цю територію». Тім Марш з Select писав: «Змішуючи хіп-хоп, блюз, джаз, даб і саундтреки в стилі Джона Баррі з гострими текстами та валіумним вокалом Бет Гіббонс, це лаунж-музика для мистецьких шизоїдів».
Q описав Dummy як «можливо, найприголомшливіший дебютний альбом року» і проголосив, що «тендітний, як у горобця, вокал співачки і майстерність Барроу у виконанні чутливих до джазу соул/хіп-хоп грувів і майже забутого мистецтва скретчингу — це захоплююче поєднання». Mojo писав, що «Portishead грають музику для ранньої вечірки на знімальному майданчику Третьої людини. У них також немає нічого кітчевого … Голос Бет Гіббонс має непідробний холод, а фонові звукові пейзажі Джеффа Барроу гідні Лало Шиффріна і Неллі Хупера». Rolling Stone писав: «З магнітофонних петель і живих струн, рифів Fender Rhodes і ангельського співу ці англійські диверсанти конструюють трешовий готичний хіп-хоп… Напористі ритми та химерний продакшн не дають Portishead загрузнути в якомусь затишному ретро-груві. Замість цього їм вдається ще одне — дуже розумне — відродження крутості».
За версією Pazz & Jop, що опитує відомих американських критиків по всій країні, Dummy був визнаний 14-м найкращим альбомом 1994 року. Керівник опитування Роберт Крістгау, однак, залишився відносно прохолодним, виділивши «Sour Times» і «Wandering Star», коротко оцінивши альбом в цілому як «Sade для Андроїдів».
Ретроспективні огляди альбому високо оцінили його. AllMusic писав: «Дебютний альбом Portishead — це блискучий, напрочуд природний синтез клаустрофобних шпигунських саундтреків, похмурих брейкбітів, натхненних любов'ю фронтмена Джеффа Барроу до хіп-хопу, і вокалістки (Бет Гіббонс) у класичному образі сповідальної співачки/автора пісень… Краще, ніж будь-який альбом до нього, Dummy об'єднав точні постановки танцювального світу з поп-ознаками, такими як чудове написання пісень та чудове вокальне виконання.» Огляд BBC Music у 2015 році назвав його «просто одним з найкращих дебютних альбомів 1990-х» і сказав, що «складові, що складають більшу частину цієї колекції, легко простежуються — назад до дабу, до соулу та особливо до хіп-хопу; безліч скретч-ефектів, петель та семплів … Але саме те, як ці частини поєднуються разом, робить Dummy особливим донині … Наслідувачі приходили і йшли, але жоден гурт не відтворив тривожну пишність, створеної тут, окрім самих Portishead.» Пишучи для Pitchfork у 2017 році, Філіп Шерберн підсумував, що «дебютний альбом Portishead 1994 року — це шедевр давнбіту і відчаю. Вони винайшли свій власний вид віртуозності, який охоплює музику, технології та ауру».

## Список композицій
| #   | Назва                               | Тривалість |
| --- | ----------------------------------- | ---------- |
| 1.  | «Mysterons»                         | 5:02       |
| 2.  | «Sour Times»                        | 4:11       |
| 3.  | «Strangers»                         | 3:55       |
| 4.  | «It Could Be Sweet»                 | 4:16       |
| 5.  | «Wandering Star»                    | 4:51       |
| 6.  | «It's a Fire» (тільки на CD-версії) | 3:48       |
| 7.  | «Numb»                              | 3:54       |
| 8.  | «Roads»                             | 5:02       |
| 9.  | «Pedestal»                          | 3:39       |
| 10. | «Biscuit»                           | 5:01       |
| 11. | «Glory Box»                         | 5:06       |

| Бонус-треки канадського видання | Бонус-треки канадського видання | Бонус-треки канадського видання |
| #                               | Назва                           | Тривалість                      |
| ------------------------------- | ------------------------------- | ------------------------------- |
| 12.                             | «Sour Sour Times»               | 4:01                            |

## Персоналії
Portishead
- Бет Гіббонс – вокал, продакшн
- Джефф Барроу – родес-піано (1, 3, 4, 10), ударні (6, 7), програмування (2, 5, 7–9, 11), аранжування струнних (8), продакшн
- Адріан Атлі – гітара (1–3, 5, 8, 11), бас-гітара (6, 7, 8, 9), терменвокс (1), орган Гаммонда (11), аранжування струнних (8), продакшн

Сесійні музиканти
- Клайв Дімер – ударні (1, 3, 5, 7, 8, 9, 10)
- Гарі Болдуін – орган Гаммонда (5, 6, 7)
- Ніл Солман – родес-піано (2, 8), орган Гаммонда (2)
- Річард Ньюелл – програмування ударних (4)
- Енді Хейг – труба (9)
- Дейв Макдональд — носова флейта (track 8)
- Strings Unlimited – струнні (8)

Технічний персонал
- Дейв Макдональд – звукорежисер

Використані семпли
- Джонні Рей – «I'll Never Fall in Love Again» у «Biscuit»
- Айзек Гейз – «Ike's Rap II» у «Glory Box»
- Лало Шифрін – «The Danube Incident» у «Sour Times»
- Смокі Брукс – «Spin It Jig» у «Sour Times»
- Weather Report – «Elegant People» у «Strangers»
- War – «Magic Mountain» у «Wandering Star»